# كراسنوزنامنسك
كراسنوزنامنسك (بالروسية: Краснознаменск) هي إحدى مدن روسيا في الكيان الفدرالي الروسي موسكو أوبلاست.